# Апшеронский район (Азербайджан)
Апшеро́нский или Абшеро́нский райо́н (азерб. Abşeron rayonu) — район на востоке Азербайджана.

## Этимология
Название района происходит от названия полуострова, на котором располагается часть района. Мнения учёных по поводу происхождения самого слова «Апшерон» расходятся. По мнению одних ученых, название происходит от персидских слов «аб» (вода) и «шоран» (соленый), «солёная вода». Эта версия этимологии подтверждается большим распространением солёных озер на территории полуострова. По другой версии название полуострова происходит от тюркского племени афшаров. Имеются сведения о том, что недалеко от острова Пираллахи располагался населённый пункт Афшаран, через который проходил караванный путь из Дербента в Персию.

## История

### Период Азербайджанской ССР
Район образован 4 января 1963 года. Создан для обеспечения функционирующих на территории городов Баку и Сумгаита предприятий птицеводческой и аграрной промышленности, строительных и мелиорационных организаций, НИИ и лабораторий. Выполнял функцию удовлетворения потребностей в сельскохозяйственной продукции двух промышленных центров.
В 1975 году в районе действовали 31 совхоз, птицефабрики, овощекомбинаты, обеспечивавшие население Баку и Сумгаита продовольствием.
На 1975 год в районе количество пригодных земель составляло 160,2 тыс. гектар. Из них 23,2 тыс. га пахотных земель, 5,8 тыс. га земель, выделенных под многолетние растения, 8,7 тыс. га залежей, 700 га, выделенных под сенокос, 121,8 тыс. га пастбищ. Из оставшихся 12,3 тыс. га 23 % было выделено под зерновые и зернобобовые культуры, 1 % под технические культуры, 14 % под овощи и картофель, 62 % под кормовые культуры. Под субтропические культуры было выделено 3,3 тыс. га, под виноградники — 2,5 тыс. га. В совхозах содержалось 14,6 тыс. голов крупного, 111,5 тыс. голов мелкого рогатого скота, 1,4 млн единиц птиц.
В районе находились мебелесборочный комбинат, асфальто-бетонный завод, завод железо-бетонных конструкций. В 1975 году было начато строительство мясокомбината.

### Современный период
В 1990 году из состава Апшеронского района выделен Хызинский район.
Ранее входил в состав Апшеронского экономического района. С 7 июля 2021 года экономический район был переименован в Апшерон-Хызынский экономический район.

## География
Район расположен на западном берегу Каспийского моря. Граничит на севере с городом Сумгаит, на северо-западе с Хызинским, на западе с Гобустанским, на юго-западе с Аджикабульским районами, на востоке — с городом Баку.
Находится в юго-восточной части Большого Кавказа. Через территорию района проходят Самур-Дивичинская и Кобустанская низменности, часть Апшеронского полуострова. В рельефе важную роль играют суходолы, ущелья, холмы и впадины. Наблюдается большое количество грязевых вулканов.
Наивысшая точка — гора Зегердаг (676 метров над уровнем моря). Прикаспийская территория района в среднем на 28 метров ниже уровня моря.
На территории района наблюдаются отложения мела, палеогена, неогена и антропогена.
На территории Апшеронского района расположено Джейранбатанское водохранилище, ряд соленых озёр (крупнейшие — Масазыр и Мирзэляди). Почвы района — серо-бурые, засоленные серо-бурые, каштановые, темно-каштановые. Ландшафты полупустынные, сухие степные. Растительный покров преимущественно полупустынного и сухого степного типа. Из представителей фауны в районе обитают еноты, полевые мыши, куропатки, голуби, чернобрюхие рябки. Перелётные птицы в районе не обитают.
Климат на равнинных территориях — умеренный и сухой субтропический, на возвышенностях преимущественно умеренный. На севере района наблюдается «хазри» — холодный северо-каспийский морской ветер, который делает температуру воздуха летом прохладней, но значительно охлаждает температуру зимой. На юге района дует теплый южный ветер «гилавар», значительно повышающий температуру летом, но смягчающий зиму. Средняя температура в январе: в горах — до −4,5 °С, на низменности — до 2,5 °С; в июле соответственно 19 °С и 26 °С. Среднегодовой уровень осадков — 110—550 мм. Речная сеть негустая. Через территорию протекают реки Сумгаит и Джейранкечмэз. Действуют Самур-Апшеронский и Апшеронский каналы.

## Население
| Численность населения | Численность населения | Численность населения | Численность населения | Численность населения | Численность населения | Численность населения | Численность населения | Численность населения | Численность населения |
| 1970                  | 1976                  | 1979                  | 1989                  | 1991                  | 1999                  | 2009                  | 2013                  | 2014                  | 2018                  |
| --------------------- | --------------------- | --------------------- | --------------------- | --------------------- | --------------------- | --------------------- | --------------------- | --------------------- | --------------------- |
| 38 371                | ↗54 400               | ↗60 960               | ↗81 423               | ↘73 100               | ↗81 798               | ↗189 984              | ↗197 700              | ↗200 200              | ↗210 000              |

| Год      | 2015  | 2018  | 2019  | 2020  | 2021  | 2022  |
| -------- | ----- | ----- | ----- | ----- | ----- | ----- |
| тыс. чел | 205,2 | 212,6 | 428,5 | 429,6 | 430,1 | 431,5 |

На 1 января 2023 года в районе проживало 431 493 чел. Из них 73,73 % — городское население (318 147 чел.), 26,27 % — сельское (113 346 чел.). 50,6 % мужчин (218 269 чел.), 49,4 % женщин (213 224 чел.).
Плотность населения за последние годы заметно увеличилась. Если в 1976 году плотность населения составляла 14,7 человек на км², то в 2009 году эта цифра составила 139 человек на км².
На 2009 год 82 % населения проживает в городах и посёлках.

## Административное устройство
В состав Апшеронского района входят один город, 7 сёл, 8 посёлков.
- 1. Хырдаланский поселковый муниципалитет;
- 2. Гюздекский поселковый муниципалитет;
- 3. Гобинский поселковый муниципалитет;
- 4. Геокмалинский поселковый муниципалитет;
- 5. Мехтиабадский поселковый муниципалитет;
- 6. Дигяхский поселковый муниципалитет;
- 7. Сарайский поселковый муниципалитет;
- 8. Джейранбатанский поселковый муниципалитет;
- 9. Ашагы-Гюздекский поселковый муниципалитет;
- 10. Мамедлинский сельский муниципалитет;
- 11. Герадильский сельский муниципалитет;
- 12. Фатмаинский сельский муниципалитет;
- 13. Новханинский сельский муниципалитет;
- 14. Масазырский сельский муниципалитет;
- 15. Пирекешкюль-Гобустанский сельский муниципалитет.

|  | от 10 000 чел.          |
|  | от 5 000 до 10 000 чел. |
|  | от 1 000 до 5 000 чел.  |
|  | от 500 до 1 000 чел.    |
|  | меньше 500 чел.         |
|  | нет данных              |

## Экономика
Район относится к Абшерон-Хызынскому экономическому району. На 2022 год в районе действуют 214 промышленных предприятий. Из них 39 занимается производством камня-кубика, бентонита, строительного гипса, негашеной извести, дерева, пластиковых дверей и окон, красок. 15 предприятий производят хлеб, сыр, копченую рыбу и рыбные консервы, красную и черную икру.
Наиболее крупные предприятия — «Caspian Fish Co Azerbaijan» (производство рыбной продукции), «Tam-Qida Sənaye» (производство продуктов питания), «Garant İnşaat Sənaye» (производство строительных материалов), «Azər-Pak» (производство синтетических моющих средств), «Asena Co» (производство оборудования для птицефабрик), «Mətanət-A» (производство строительных материалов). 85 % промышленных предприятий являются частными.

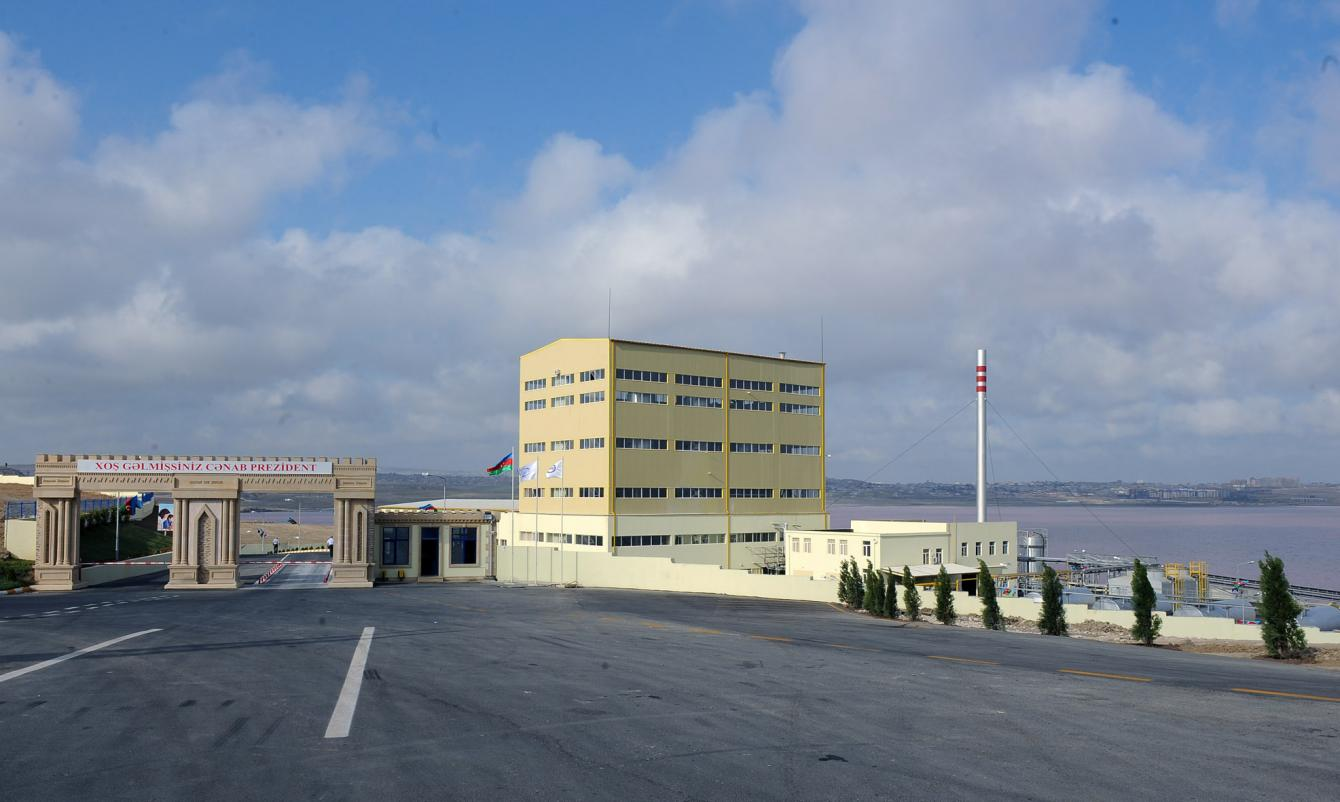
Масазырский соляной завод

Действует 43 строительных предприятия. В 2007 году введено в эксплуатацию 36 тыс. м² жилья. На 2007 год в районе действовали 6 транспортных предприятий.
21 июля 2010 года около озера Масазыр введён в эксплуатацию Масазырский соляной завод.

### Сельское хозяйство
Развивается сельское хозяйство. Выращиваются пшеница, ячмень, овощи, картофель, шафран, оливки, миндаль, инжир, унаби, молоко, шерсть, яйца. В области сельского хозяйства действуют 52 предприятия.
В хозяйствах на 2007 год содержалось 180 008 голов крупного, 103 421 голов мелкого рогатого скота, 1,3 млн единиц птиц. В посёлке Кобу находится единственное в республике верблюдоводческое хозяйство.
В районе 80,8 тысяч гектар плодородных земель. Из них 61,3 тыс. гектар выделены под пастбища, 10,6 тыс. гектар засеяно, 3,2 тысячи гектар выделены под фруктовые сады.
| Год            | 2015  | 2018  | 2019  | 2020  | 2021  | 2022  |
| -------------- | ----- | ----- | ----- | ----- | ----- | ----- |
| Зерно          | 453   | 1 418 | 1 225 | 817   | 720   | 200   |
| Из них пшеница | 134   | 487   | 307   | 280   | 190   | 47    |
| Картофель      | 9     | 10    | 9     | 7     | 8     | 7     |
| Овощи          | 422   | 647   | 625   | 656   | 676   | 695   |
| Бахчевые       | 124   | 123   | 110   | 111   | 114   | 112   |
| Сады           | 2 248 | 2 319 | 3 895 | 3 871 | 4 460 | 4 634 |

|                | 2015  | 2018   | 2019   | 2020    | 2021    | 2022    |
| -------------- | ----- | ------ | ------ | ------- | ------- | ------- |
| Зерно          | 691   | 2 015  | 1 411  | 979     | 914     | 268     |
| Из них пшеница | 196   | 777    | 471    | 359     | 244     | 72      |
| Картофель      | 47    | 110    | 101    | 90      | 94      | 92      |
| Овощи          | 8 548 | 76 213 | 85 964 | 119 302 | 118 338 | 135 221 |
| Бахчевые       | 1 388 | 1 750  | 1 064  | 1 172   | 1 181   | 1 198   |
| Сады           | 1 450 | 1 436  | 1 971  | 1 863   | 2 742   | 3 396   |

| Год        | 2015 | 2018 | 2019 | 2020 | 2021 | 2022  |
| ---------- | ---- | ---- | ---- | ---- | ---- | ----- |
| Количество |      | 481  | 481  | 481  | 347  | 1 459 |

## Образование
На 2022 год действуют 40 дошкольных учреждений, 42 общеобразовательные школы, центры детского и технического творчеств, экологического воспитания; ДЮСШ, музыкальная школа, школа искусств, лицеи, колледж.

## Здравоохранение
На 2022 год действуют 3 больницы на 236 коек, 18 поликлиник. Действуют центр эпидемиологии и гигиены, 5 фельдшерско-акушерских пунктов.
На 2009 год в медучреждениях работало 339 врачей, 30 стоматологов, 479 средних медицинских работников, включая 76 акушеров.
На 2022 год численность врачей составляет 344 чел. Численность среднего медицинского персонала — 452 чел.

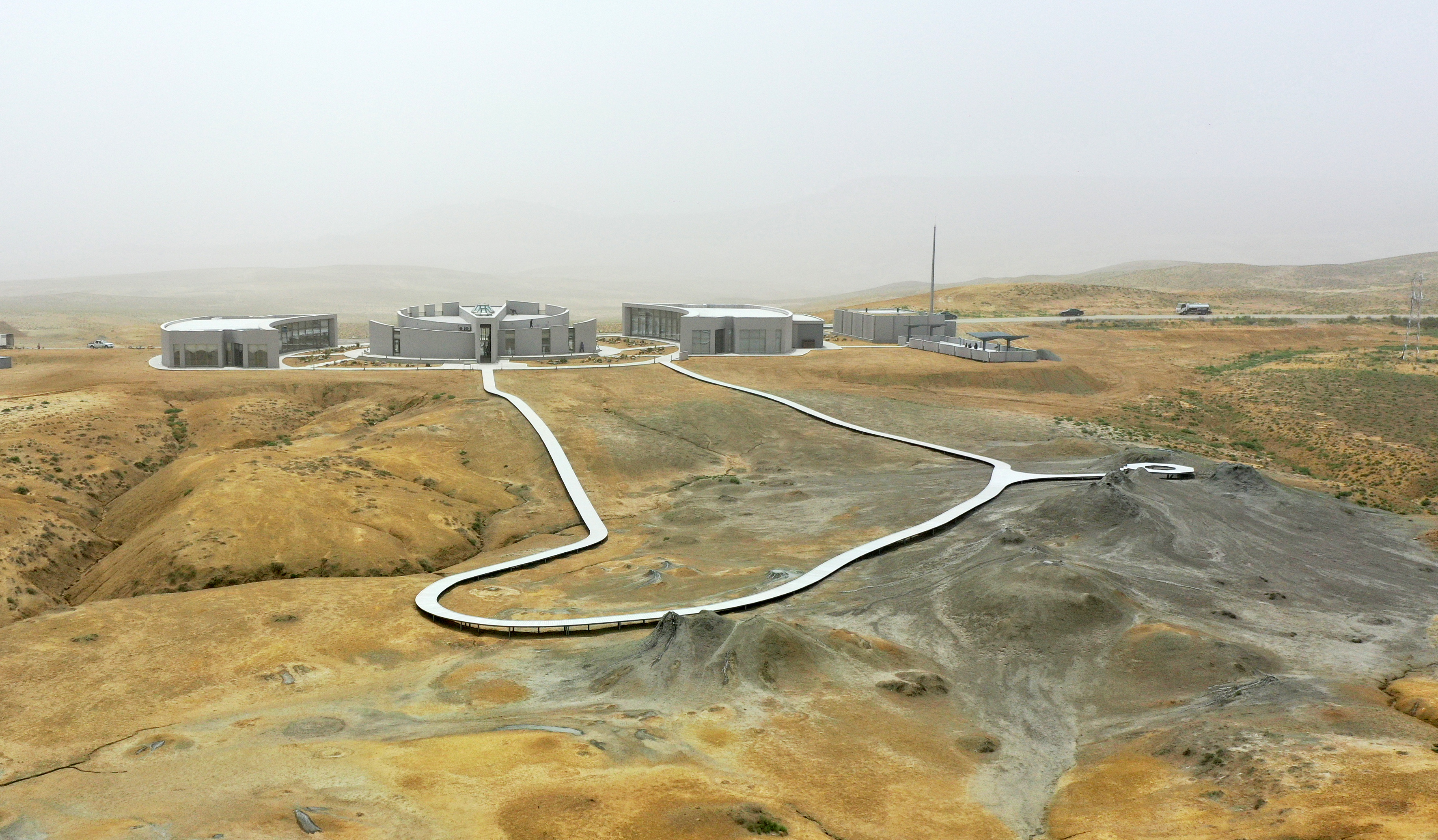
Туристический комплекс грязевых вулканов

## Инфраструктура
По территории района проходит 856,8 километров автодорог.
На 2007 год в районе действовало АТС на 30 288 номеров. Из них использовалось 26 966 номеров.
На 2008 год в районе находится 20 почтовых отделений, из них в 17 есть переговорный пункт, в 3 — интернет-клуб.
Для постоянного обеспечения населения электроэнергией в Апшеронском районе действуют 12 подстанций.
13 января 2022 года начато строительство Хызы-Абшеронской ветряной электростанции. На территории района в селе Пирекешкюль будет расположена зона 1 электростанции. Запуск планируется во II квартале 2025 года.
На 2022 год действует 9 библиотек на 210 00 книг, 12 клубов, 2 музея, парк.
| Год             | 2015    | 2018    | 2019    | 2020    | 2021    | 2022     |
| --------------- | ------- | ------- | ------- | ------- | ------- | -------- |
| Количество (м2) | 4 830,4 | 5 032,8 | 9 540,3 | 9 740,6 | 9 901,6 | 11 013,3 |

| Год             | 2015    | 2018   | 2019    | 2020    | 2021   | 2022      |
| --------------- | ------- | ------ | ------- | ------- | ------ | --------- |
| Количество (м2) | 144 851 | 49 604 | 139 682 | 594 091 | 47 486 | 295 073,5 |

## Культура
С мая 1962 года издается общественно-политическая газета «Апшерон». В 1966 году начато вещание радио и телевидения.

## Главы
Первые секретари районного комитета партии:
- Шихсаид Керимов
- Садых Муртазаев (1963—1970)
- Назир Ахмедов[азерб.] (?—1973)
- Рафик Аскеров (1973—1975)
- Тамара Гумбатова (1975—1983)
- Гашам Асланов[азерб.] (1983—1984)
- Зохраб Мамедов[азерб.] (1985—1989)
- Садых Муртазаев (1989—1990)
- Аббас Аббасов (1990—1991)

С 1991:
- Исрафил Исрафилов[азерб.] (1991 — 11 декабря 1992)[21]
- Вахид Оруджев (11 декабря 1992 — 11 августа 1993)[22]
- Губад Губадов (11 августа 1993 — ?)[22]
- Адиль Нагиев (? — 6 октября 2000)[23]
- Мирза Новрузов (15 февраля 2001 — 11 августа 2005)[24][25]
- Закир Фараджев (11 августа 2005 — 2 сентября 2015)[26][27]
- Ирада Гюльмамедова[азерб.] (2 сентября 2015 — 19 января 2022)[28][29][30]
- Абдин Фарзалиев (с 19 января 2022)[31]

## Достопримечательности
На территории района имеются памятники истории и архитектуры, свидетельствующие о заселении региона с древнейших времён.
- Сторожевые башни (XI—XIII века)
- Хозяйственное сооружение «Девелик» в посёлке Гюздек (XIX век)
- Мечеть Абдуррахман в Горадиле (XIX век)
- Мечеть в Мамедли (XVIII век)
- Мечеть-медресе в Новханах (XIX век)
- Мечеть в Фатмаи (XIX век)
- Мечеть Гаджи Эйбат (XVIII век)
- Мечеть Салам (XVIII век)
- Мечеть в селе Сараи (XIX век)Музей туристического комплекса грязевых вулканов
- бани эпохи средневековья

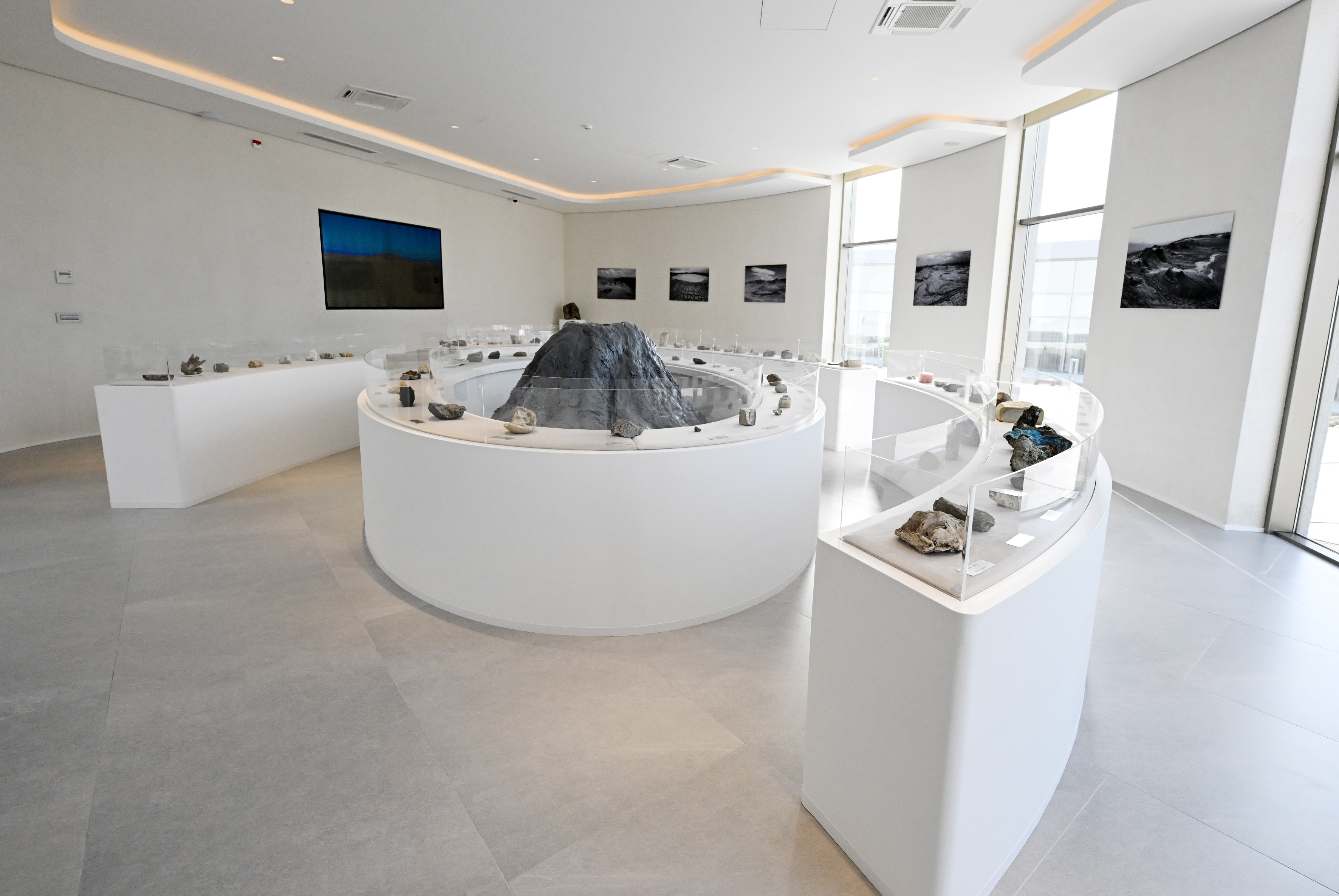
Музей туристического комплекса грязевых вулканов

- Колодцы в посёлке Гюздек и Хырдалан
- Храм «Хан багы» в Масазыре (XV век)
- Мечеть «Янар даг» в Мамедли (XVIII век)
- Джума мечеть в Дигях (XVII век)
- Руины гробниц XIII—XVIII века в Фатмаи, Дигяхе, Масазыре, Геокмалах и Сараях[32]

13 июня 2024 открыт туристический комплекс грязевых вулканов площадью 12 гектар.

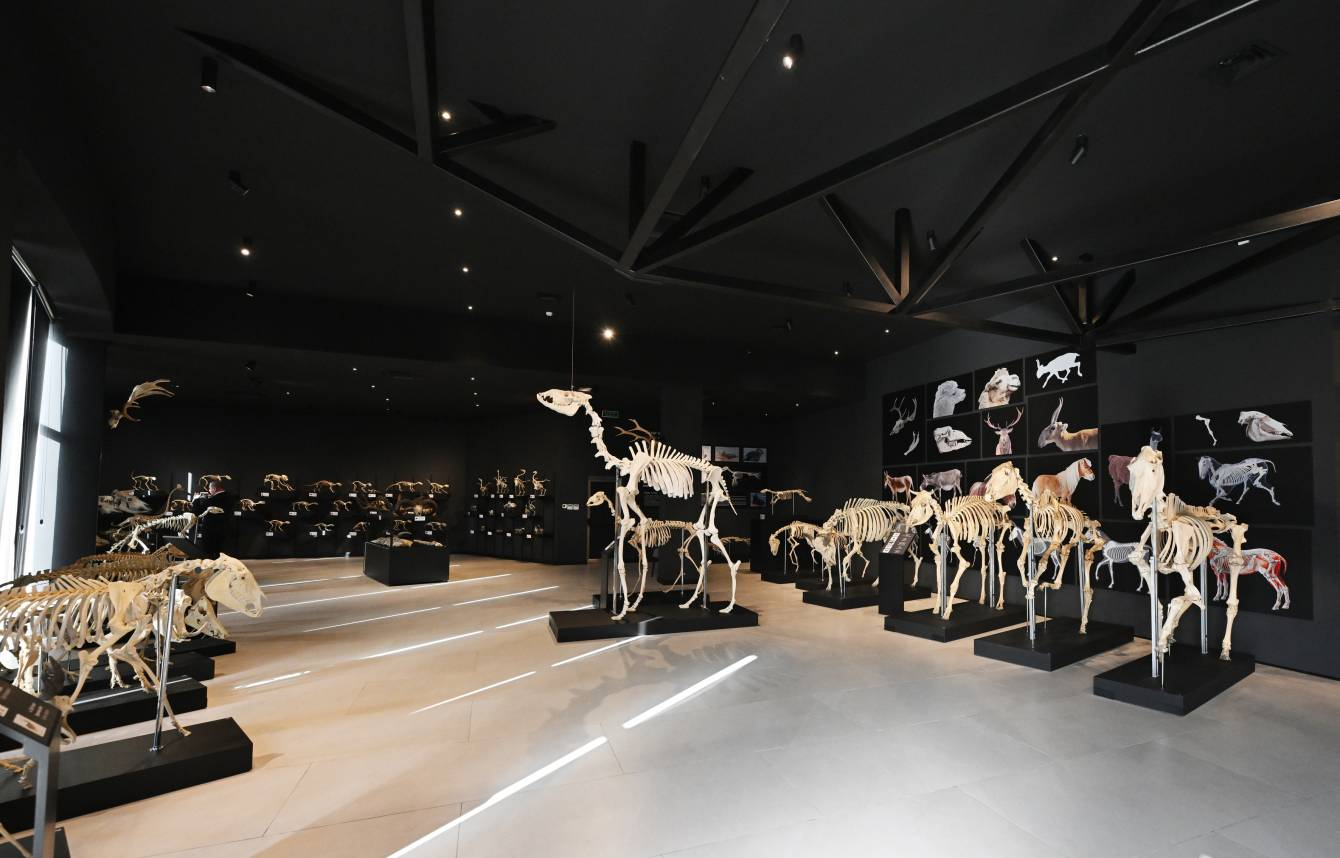
Музей туристического комплекса грязевых вулканов